# Цеге-фон-Мантойффелі

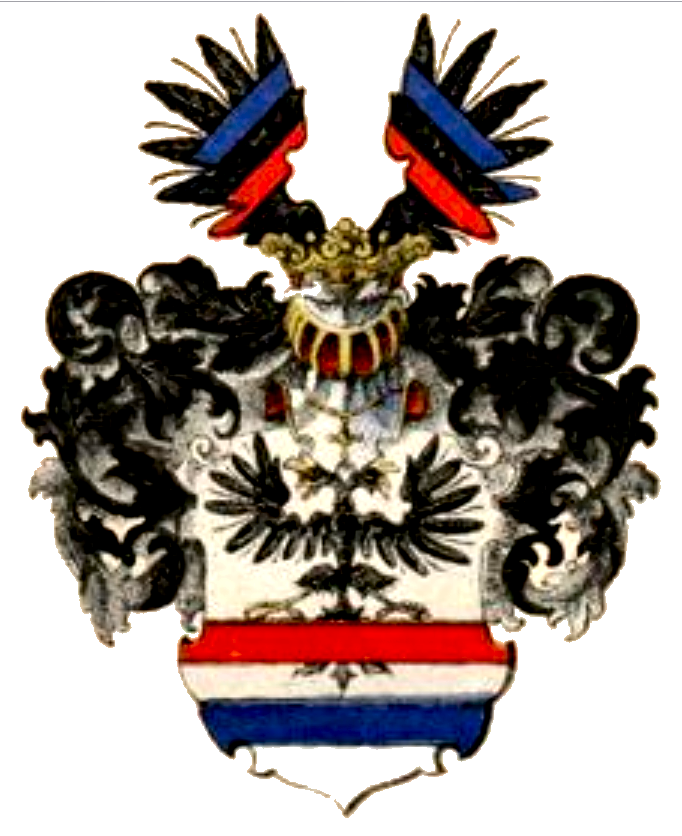
Герб Цеге-фон-Мантойффелів (Балтійський гербовник)

Це́ге-фон-Манто́йффелі (нім. Zoege von Manteuffel, «Цеге-Мантойфельські») — німецький шляхетний рід невідомого походження. Піддані Данії, Курляндії, Польщі, Швеції, Росії. Ймовірно, нащадки німецьких колоністів до Східної Балтики у ХІІ ст., які оселилися в Естляндії. У достовірних джерелах відомий з XIV ст. Найстаріша згадка — Герард Соє (лат. Gerardus Soye), який згадується у документах 1325 року як васал данського короля Хрістофера II. У джерелах 1333 і 1360 років фігурує дерптський канонік Йоганн Зоге (лат. Johannes dictus Zoge). Імена інших членів роду присутні на договорах Дерптського єпископства із Тевтонським орденом в Лівонії XV ст. У XVI—XVIII ст. рід розділився на кілька гілок: курляндську (1520), езельську (1531), еннеберзьку (1531), рендсбурзьку (1746). У XVII ст. усталилося родинне ім'я  — Цеге, до якої додали приставку Мантойффель. Представники курляндської гілки були занесені до матрикулу курляндського лицарства 1620 року з титулом фрайгерів, а після інкорпорації Курляндії до Росії отримали 1862 року визнання баронського титулу. Члени езельської гілки мешкали також в Курську, Пензі й Москві, а члени ененберзької — в Польщі й Канаді. Не пов'язаний із померанським родом Мантойффелів. Також — Манто́йффель-Це́ге, або Це́ге-Манто́йффелі.

## Назва
- Це́ге (нім. Zoege) — первісна назва роду. У джерелах XIV — XIX ст. записувалася по-різному: Зоє (Zoye), Соє (Soye), Зоге (Soeghe), Цоге (Zoeghe), Цьоге, Цеге (Zöge, Zoege, Szöge, Szoege).
- Це́ге-фон-Манто́йффелі (нім. Zoege von Manteuffel, «Цеге-Мантойфельські») — додаток Мантойффель був прийнятий представниками роду Цеге в XVII ст., спочатку в Курляндії, а згодом — у Ліфляндії та Естляндії. Причини зміни прізвища невідомі, так само невідомий стосунок Цеге до померанського роду Мантойффелів. Вперше нова форму прізвища Szoege gen. Manteuffel використав 1601 року Еверт Цеге. Його син Ебергард (1590—1637) вже підписувався як Мантойффель. Через особливості передачі німецьких назв кирилицею, прізвище могли записувати як Мантойфель, Мантейфель, або Мантейффель.
- Манто́йффелі, знані Це́ге (нім. Manteuffel genannt Szoege), або Манто́йффелі-Це́ге (нім. Manteuffel-Szoege) — альтернативні записи.
- Манто́йффелі (нім. Manteuffel) — скорочено.

## Герб
Згідно з Балтійським гербовником (1882) у срібному полі чорний двоголовий орел, із золотими коронами і озброєнням, що стоїть на двох балках червоній і синій, які перетинають низ щита. Намет чорний підбитий сріблом. У клейноді чорні крила, перетяті червоною і синьою балками.

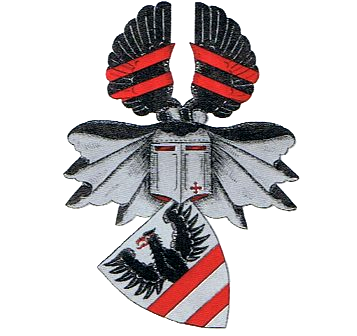
Цеге
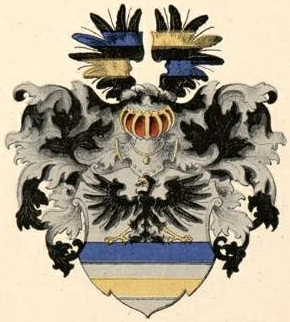
Прусські
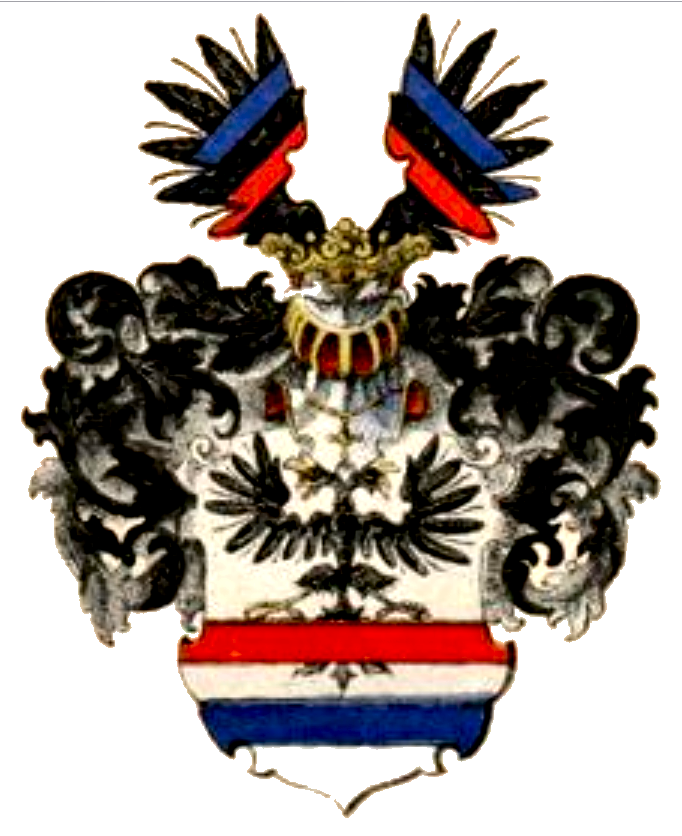
Російські
Цеге-Мантойфеллі
Цеге-Мантойфеллі

## Курляндська гілка
Курляндська гілка роду Мантойффелів-Цеге вписана у матрикул курляндського лицарства від 17 жовтня 1620 року, під другим номером І класу, в чині фрайгерів.

## Представники
- Тадеуш Мантойффель-Цеге (1902 — 1970) — польський історик-медієвіст.